# Kashmir (노래)
〈Kashmir〉는 영국의 하드 록 밴드인 레드 제플린의 노래다. 여섯 번째 음반 《Physical Graffiti》(1975년)에 수록된 이 곡은 지미 페이지와 로버트 플랜트(존 본햄의 기여로)가 1973년 작사가 3년에 걸쳐 작성되었다.
이 곡은 발매 후 거의 모든 콘서트에서 이 밴드에 의해 공연되는 콘서트 주제가 되었다. 그것은 레드 제플린의 가장 명백하게 프로그레시브 록 두 편의 서사시 중 하나로 묘사되어 왔다(다른 하나는 〈Stairway to Heaven〉이다).

## 구성 및 가사
페이지는 그가 〈White Summer〉와 〈Black Mountain Side〉를 위해 사용했던 D–A–D–G–A–D의 기타 튜닝을 사용한다. 이 곡은 다른 리듬 계량기를 결합한 것으로 기타 리프는 3단계를, 보컬은 4단계를 이룬다. 플랜트는 드럼이 노래의 중요한 구성 요소라고 느꼈고, 본햄이 자신의 역할을 과하게 연주하지 않았다고 느꼈다.
페이지는 1973년 말, 존 폴 존스가 녹음 세션에 늦었을 때 드러머 본햄과 함께 데모 버전을 녹음했다. 플랜트는 나중에 가사와 중간 부분을 추가했고, 1974년 초에 존스는 오케스트레이션을 추가했다. 페이지와 플랜트는 1972년에 인도 뭄바이를 여행한 적이 있고, 그들은 그곳에서 다양한 인도 음악가들과 함께 일했고, 〈Four Sticks〉와 〈Friends〉의 재녹음 동안에 제작 아이디어를 얻었다. 세션 연주자들은 〈Kashmir〉의 현악기와 경적 부분을 위해 동원되었고 존스는 멜로트론을 추가했다.
이 가사는 1973년 레드 제플린의 1973년 미국 투어 직후 플랜트가 작사했다. 인도 아대륙의 북부 지역인 카슈미르에서 이름을 따왔으나, 이 지역을 방문한 그룹 멤버는 한 명도 없었다. 대신, 플랜트는 모로코 남부의 황량한 사막 지역을 드라이브하는 동안 영감을 받았다.

## 인증
| 국가                                                            | 인증 | 판매량/출하량 |
| --------------------------------------------------------------- | ---- | ------------- |
| 이탈리아 (FIMI)                                                 | 골드 | 15,000*       |
| 영국 (BPI)                                                      | 실버 | 200,000       |
| *판매량을 기반으로 한 인증 · 판매량+스트리밍을 기반으로 한 인증 |      |               |